# Rivière Ashuapmushuan
Pour les articles homonymes, voir Ashuapmushuan (homonymie).
La rivière Ashuapmushuan, autrefois appelée Chamouchouane, est une rivière canadienne de la province de Québec qui alimente le lac Saint-Jean. Elle prend sa source dans le lac Ashuapmushuan et coule vers le sud-est pour se déverser dans le lac Saint-Jean. Son nom, d'origine innu, signifie « Là où l'on guette l'orignal ».
Du XVIIe siècle au XIXe siècle, la rivière était utilisée dans la route des fourrures. Les coureurs des bois et les Innus s'en servaient pour le transport de marchandises dans la traite des fourrures. Aujourd'hui, la route 169 enjambe l'Ashuapmushuan à la hauteur de la ville de Saint-Félicien, fondée sur ses berges à la fin du XIXe siècle.
C'est le seul affluent du lac Saint-Jean qui n'a toujours pas subi de construction de barrage et une des dernières rivières vierges au Québec. La société d'État Hydro-Québec a considéré un projet de harnachement pour finalement l'abandonner après plusieurs années d'études.

## Géographie

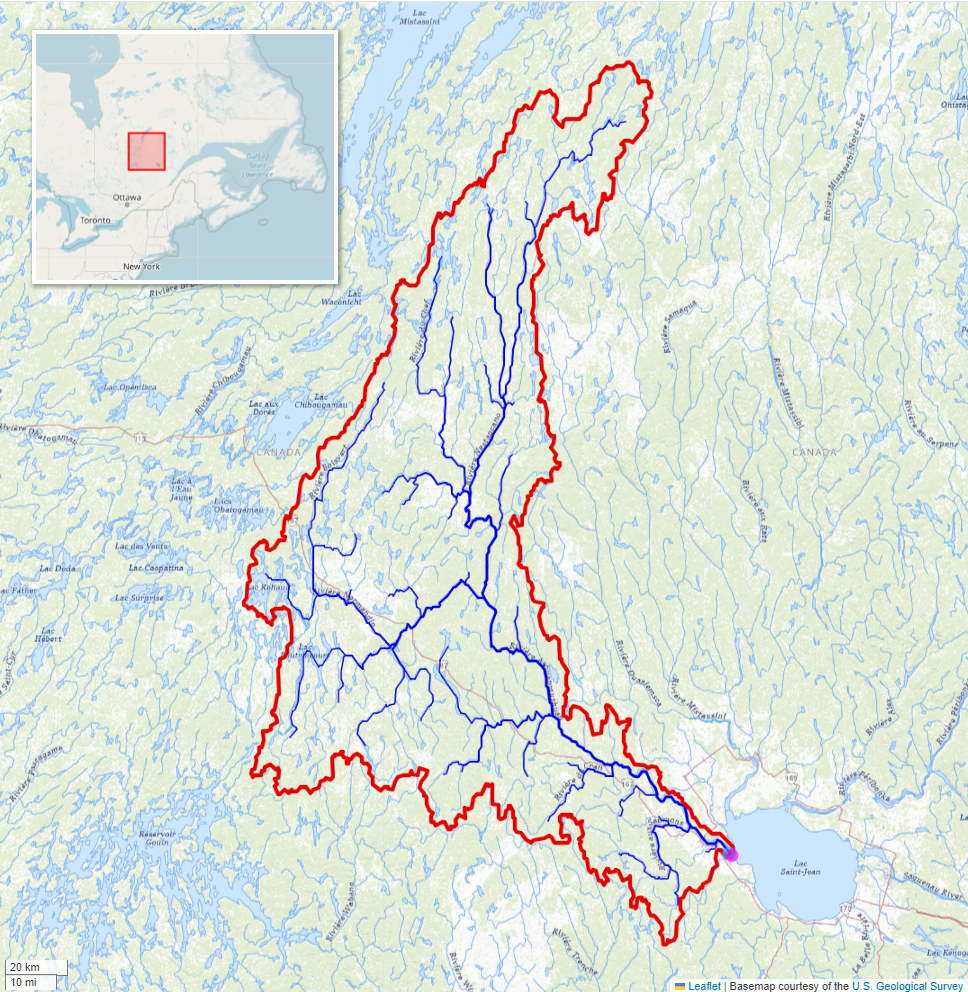
Bassin de la rivière Ashuapmushuan

Appartenant au grand bassin hydrographique des grands lacs et du fleuve Saint-Laurent, la rivière Ashuapmushuan se situe dans la province naturelle des Laurentides centrales, sur les hautes terres laurentidiennes du Bouclier canadien, et fait partie de la région administrative du Saguenay–Lac-Saint-Jean. Elle prend sa source à l'embouchure du lac Ashuapmushuan et forme la frontière nord de la réserve faunique Ashuapmushuan. Elle coule tout d'abord en direction nord-est sur environ 30 kilomètres pour bifurquer vers le sud-est puis rejoindre la ville de Saint-Félicien plus de 130 kilomètres plus loin.
À partir de l'embouchure du lac Ashuapmushuan, le cours de la rivière Ashuapmushuan coule sur 130,6 km, avec une dénivellation de 268 m, selon les segments suivants:
Cours supérieur de la rivière Ashuapmushuan (segment de 45,2 km; dénivellation de 59 m)
- 15,4 km vers le nord en traversant sur 4,2 km le lac Denaut (longueur: 5,7 km; altitude : 369 m), en courbant vers le nord-est, en contournant une île avant de passer sous le pont routier, jusqu’à la rivière la Loche (venant du nord-ouest);
- 21,3 km vers le nord-est jusqu’à un coude de rivière; puis vers l’est, jusqu’à la rivière Mazarin (venant du nord);
- 8,5 km vers le sud-est, jusqu’à la confluence de la rivière du Chef (venant du nord);

Cours intermédiaire de la rivière Ashuapmushuan (en amont de la rivière du Chef) (segment de 42,8 km; dénivellation de 50 m)
- 5,0 km vers le sud-est, jusqu’à un coude de rivière, correspondant à la décharge (venant du nord) du ruisseau Desautels;
- 12,5 km vers le sud-est relativement en ligne droite, jusqu’à un coude de rivière correspondant à la décharge (venant du sud) de plusieurs lacs dont le lac en Dentelle et du lac Charles-Lacroix;
- 12,5 km vers l’est en formant trois grandes courbes vers le nord, jusqu’à la confluence de la rivière aux Brochets (venant de l’est);
- 7,5 km vers l’est, jusqu’à la confluence de la rivière Kanishushteu (venant de l’ouest);
- 5,3 km vers l’est, puis tournant vers le sud-est dans une vallée encaissée, jusqu’à la confluence de la rivière Chigoubiche (venant de l’ouest);

Cours intermédiaire de la rivière Ashuapmushuan (en amont de la rivière Chigoubiche) (segment de 50 km; dénivellation de 91 m)
- 2,9 km vers l’est, jusqu’à un coude de rivière correspondant à la décharge des lacs André, Larouaque et Guillemet;
- 14,2 km d’abord vers le sud en traversant une série de rapides, puis les Chutes de la Chaudière; puis tournant vers le sud-est dans une vallée encaissée, jusqu’à un coude de rivière, puis vers l’est (légèrement vers le sud) presque en ligne droite en recueillant la décharge (venant du sud) du Lac de la Savane, jusqu’à la confluence du ruisseau Moncou (venant du nord);
- 10,7 km en traversant les Rapides de l’Épinette Blanche, en recueillant la Petite rivière aux Saumons (venant du nord-ouest), en recueillant la décharge du Lac du Cran, jusqu’à la rivière du Cran (venant du sud);
- 22,2 km d’abord vers l’est en formant un crochet vers le nord, notamment en recueillant la rivière à la Loutre (venant du nord-ouest) et en traversant les Rapides Plats; puis une grande boucle vers le nord où la rivière contourne l’île du Notaire (longueur : 2,3 km), pour tourner vers le sud-est, jusqu’à la confluence de la rivière Pémonca (venant du sud-ouest);

Cours inférieur de la rivière Ashuapmushuan (segment de 37,6 km; dénivellation de 68 m)
- 13,1 km d’abord en formant une boucle vers le sud-est en traversant deux séries de rapides en remontant vers le nord; puis en formant un grand M où le courant traverse la Petite Chute à l’Ours, puis la Grande Chute à l’Ours, jusqu’à un coude de rivière;
- 7,3 km vers le sud-est en contournant l’île Adhémar, jusqu’à la confluence de la rivière aux Saumons (venant de l’ouest);
- 6,4 km vers le sud-est en traversant la chute à Michel, en passant sous le pont ferroviaire, en traversant deux séries de rapides, jusqu’au pont Carbonneau qui relie le centre-ville de Saint-Félicien à la rive nord;
- 10,8 km vers l’est en recueillant la Petite rivière Eusèbe (venant de l’ouest), en formant une courbe vers le sud en passant devant la ville de Saint-Félicien (situé côté sud) et devant l’aérodrome de Saint-Félicien (situé du côté nord), en contournant un groupe d’îles dont l’île Hudon (longueur: 1,2 km, ainsi qu’en recueillant la rivière à l’ours; puis en formant une autre courbe remontant vers le nord sur 1,5 m, où la rivière contourne l’île Michel-Ange (longueur: 1,1 km) et l’île Sauvage en formant un golfe s’élargit progressivement sur 3,3 km, jusqu’à atteindre une largeur de 1,6 km à la hauteur de Pointe Sainte-Méthode (située sur la rive nord), jusqu’à son embouchure[6].

La rivière se déverse finalement dans le lac Saint-Jean quelques kilomètres en aval de Saint-Félicien, à la hauteur de Saint-Prime. À partir de l’embouchure de la rivière Ashuapmushuan, le courant traverse le lac Saint-Jean vers l'est sur 41,1 km (soit sa pleine longueur), emprunte le cours de la rivière Saguenay via la Petite Décharge sur 172,3 km vers l'est jusqu’à Tadoussac où il conflue avec l’estuaire du Saint-Laurent.
Territoires municipaux traversés par la rivière
En partant de l'amont (lac Ashuapmushuan), le cours de la rivière Ashuapmushuan descend en traversant les territoires municipaux suivants:
| Rive gauche       | Rive droite         |
| ----------------- | ------------------- |
| Lac-Ashuapmushuan | Lac-Ashuapmushuan   |
| La Doré           | Rivière-Mistassini  |
| Saint-Félicien    | Saint-Thomas-Didyme |
| Saint-Prime       | Normandin           |
|                   | Saint-Félicien      |

À partir de la confluence de la rivière du Chef et la limite de Saint-Félicien, le cours de la rivière Ashuapmushuan s'avère la limite entre les MRC de Maria-Chapdelaine (côté nord de la rivière) et Le Domaine-du-Roy (côté sud).

## Histoire
Autrefois utilisée dans les expéditions de la route des fourrures reliant la baie d'Hudson à Tadoussac, la rivière Ashuapmushuan représente une valeur patrimoniale importante au Québec. Les Autochtones la connaissent depuis fort longtemps et les coureurs des bois l'empruntaient afin de pouvoir se rendre dans des régions où les animaux à fourrure abondaient.
Les rives du lac Ashuapmushuan abritent les restants d'un poste de traite datant d'environ 1685,,,. Le site archéologique du Poste-de-Traite-de-l'Ashuapmushuan a été classé en 1989 par le gouvernement du Québec et est considéré comme l'un des repères les mieux préservés de l'époque de la traite des fourrures. Ayant été en activité pendant près de deux siècles, il était connu et fréquenté par les Montagnais de la région et a été utilisé jusqu'au milieu du XIXe siècle. Il a successivement appartenu à plusieurs compagnies de traite des fourrures durant le régime français puis l'empire britannique.
Les vestiges de cimetières autochtones fournissent également d'importantes données patrimoniales, démontrant que le territoire de l'Ashuapmushuan est peuplé depuis plusieurs millénaires. Les recherches archéologiques ont démontré que les Autochtones peuplent ce territoire depuis 4000 ans.

### Toponymie

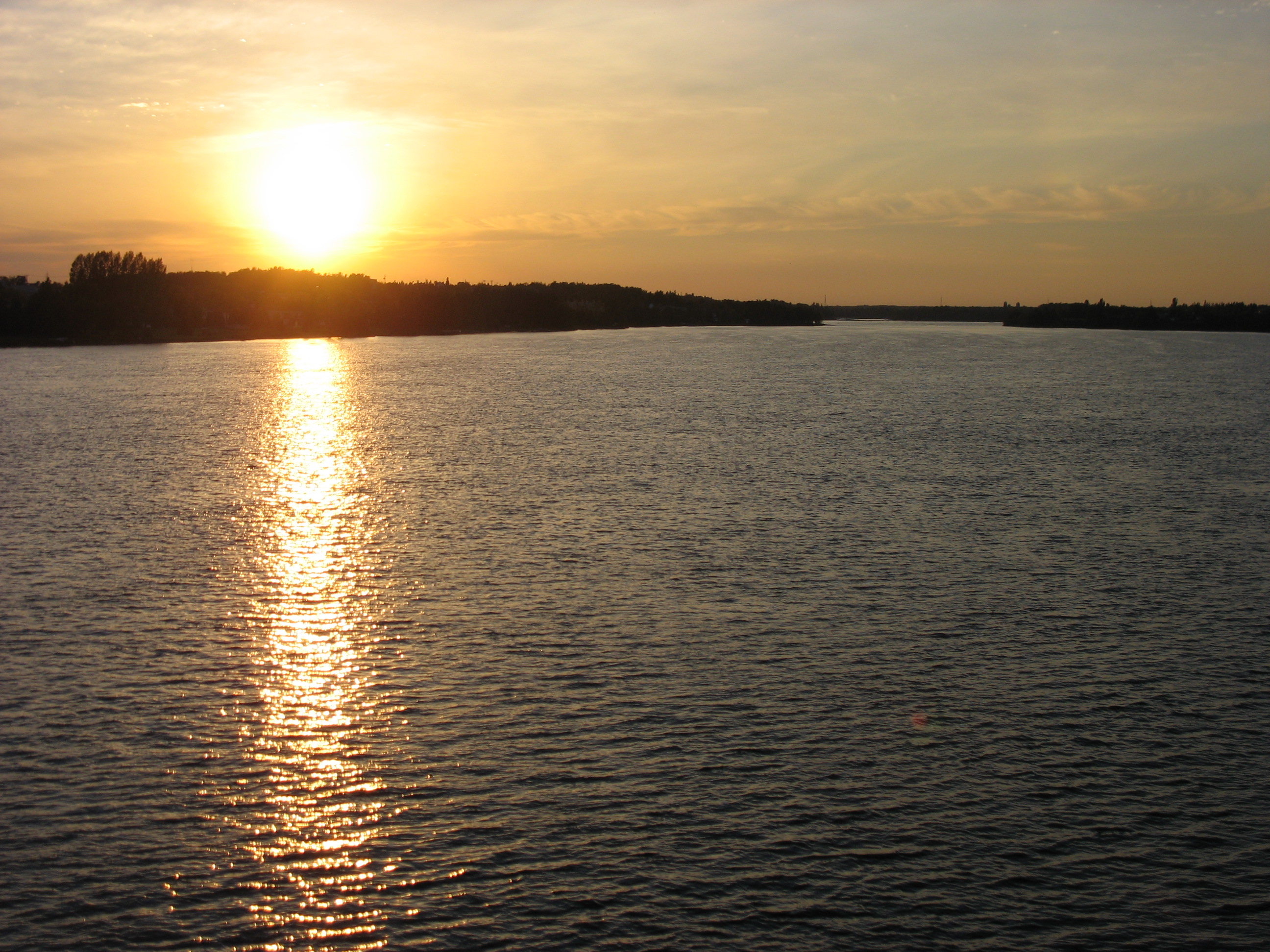
Coucher de soleil sur la rivière Ashuapmushuan vu du pont Carbonneau à Saint-Félicien.

Ashuapmushuan est un mot d'origine innu-aimun signifiant « Là où l'on guette l'orignal ». À la fin du XVIIe siècle et au début du XVIIIe siècle, la rivière a d'abord été connue sous une variante de Nicabau, nommée Necouba sur les cartes des premiers explorateurs de la région. En 1732, Joseph-Laurent Normandin, un arpenteur ayant visité le poste de traite Ashuapmushuan, considérait que cette rivière s'appelait Chomontchouane car selon lui, sa source était le lac du même nom. La désignation L. Chomonchouane, très proche de celle du toponyme de Normandin, est apparue presque en même temps, en 1731, sur les cartes du père Laure. La Commission de géographie du Québec a adopté en 1917 le nom de Chamouchouane, une évolution de Chomontchouane. Finalement, c'est en 1984 que les gouvernements et la communauté scientifique préféreront Ashuapmushuan.

### Poste de traite d'Ashuapmouchouan
Le poste de traite d'Ashuapmouchouan est le principal témoin historique de la rivière et fait état de la place qu'elle occupait dans les activités commerciales de la traite de fourrures. Découvert sur la rive est du lac du même nom, les premières traces d'occupation remontent à au moins 1685,,,. Les fouilles archéologiques effectuées sur le site jumelées aux données historiques dont on dispose aujourd'hui dévoilent plusieurs faits importants. Le site a alterné entre activités intensives et temps morts au gré des changements de compagnies. Pendant plus d'un siècle et demi, à tour de rôle, il a appartenu à la Traite de Tadoussac à l'époque de la Nouvelle-France, aux Postes du Roi durant le régime britannique, à la Compagnie du Nord-Ouest à partir de 1802, à la Compagnie de la Baie d'Hudson en 1821 puis pratiquement abandonné par cette dernière en 1851, les ressources animalières se faisant de plus en plus rares. En mai 1908, le corps d'Auguste Lemieux est inhumé près du poste de traite. L'établissement est définitivement fermé en 1935.
Plusieurs rivières se croisent à proximité du poste de traite, notamment, les rivières Marquette, Chiboubiche, Normandin et Ashuapmushuan. Cette situation lui conférait donc une importance stratégique dans la route des fourrures qui servait de voie navigable entre le fleuve Saint-Laurent et la baie d'Hudson. Les échanges commerciaux entre Autochtones et coureurs des bois s'y tenaient annuellement afin de troquer fourrures et biens de nécessité.
Le site du poste de traite a été épargné par les altérations possibles dues à l'activité humaine. Il n'a donc pas subi d'exploitation forestière à proprement parler et les alentours sont pratiquement vierges, la route 167 ayant été ouverte tardivement. Elle passe à 11 kilomètres de l'emplacement original du poste tandis que le chemin de fer le plus près passe à 550 mètres. Le site était donc en dormance depuis son abandon et il constitue aujourd'hui un juste portrait de la vie que menaient les missionnaires, les coureurs des bois et les Montagnais qui fréquentaient l'endroit. Le zoo sauvage de Saint-Félicien a ainsi pu créer une reconstitution du poste de traite, notamment grâce aux descriptions que Normandin avait fait en 1732 lors de son expédition sur ce qu'il appelait la rivière Chomontchouane.

### Saint-Félicien

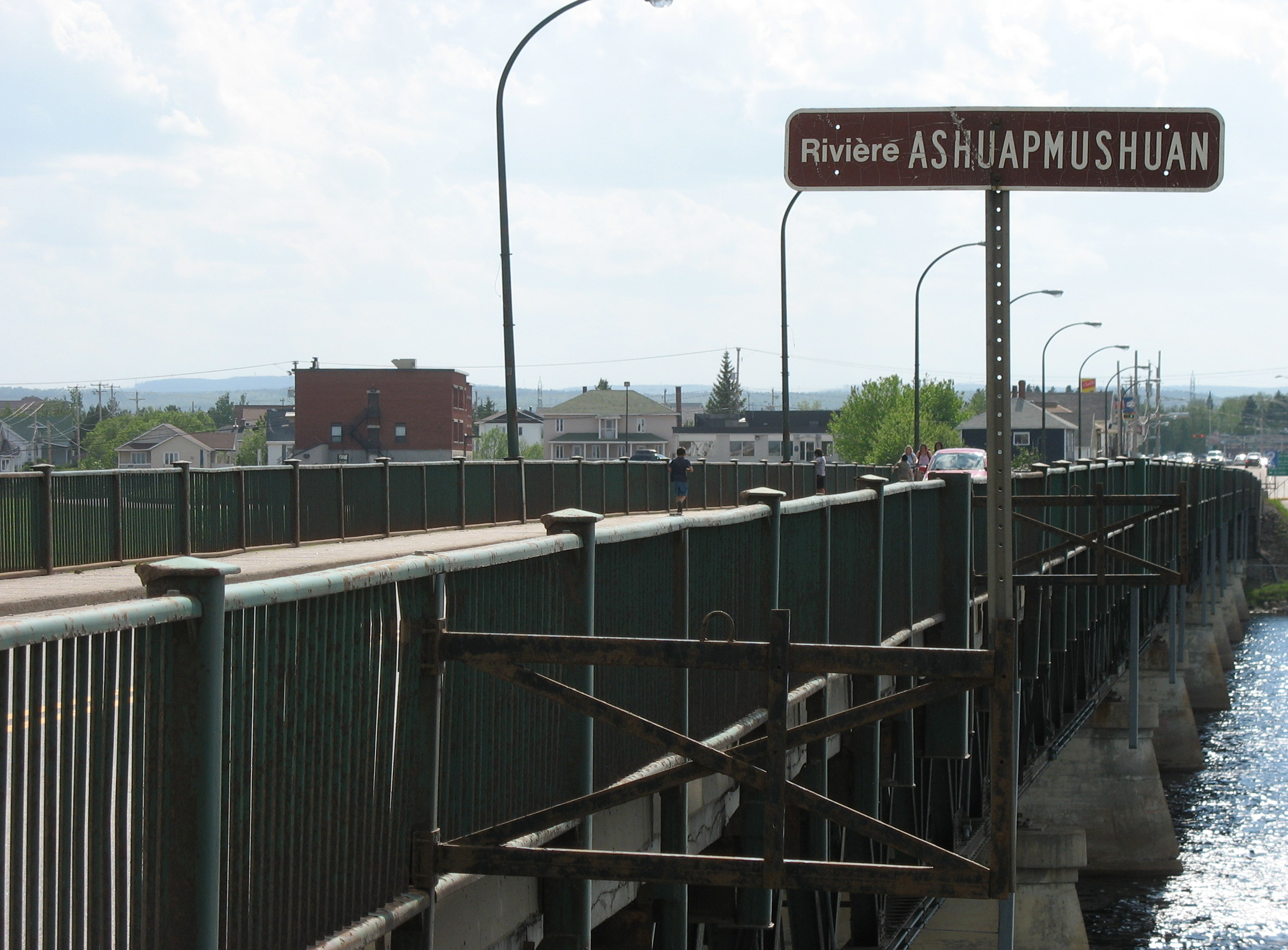
L'ancien pont Carbonneau (route 169) enjambait la rivière Ashuapmushuan à la hauteur de Saint-Félicien. Un nouveau pont a été construit récemment.

L'Ashuapmushuan est bordée par la ville de Saint-Félicien quelques kilomètres en amont de son embouchure et c'est à cet endroit que la route 169 traverse la rivière. La colonie de Saint-Félicien a été fondée en 1865 suivie de la municipalité en 1882. Plusieurs habitations sont construites aux abords de la rivière. Certaines entreprises, dont une grande usine de pâtes et papiers, sont également établies près du cours d'eau.

### Harnachement
L'Ashuapmushuan a déjà fait l'objet d'un projet de harnachement entre 1980 et 1993, qui a été écarté par Hydro-Québec en 2003, la rivière s'étant vu accorder le statut de réserve aquatique projetée. La société d'État envisageait l'aménagement d'une centrale hydroélectrique de 750 MW. Les coûts engendrés pour l'étude du projet, notamment les études environnementales et les études techniques, ont atteint 26 millions de dollars. La rivière a été mise en réserve pour la création d'une réserve aquatique le 7 mai 2003. Cette dernière a été renouvelée en 2007 et en 2011. La fin de la protection temporaire est prévue pour le 7 mai 2017.
En plus de la réserve aquatique, la population locale s'est toujours opposée à la construction de barrages sur le cours d'eau. D'autre part, la commission Doyon, responsable de vérifier les politiques d'achat d'électricité par Hydro-Québec auprès des producteurs privés, a jugé que le programme était injustifiable tant sur les plans social et environnemental qu'économique.

## Activités
La rivière est appréciée pour ses gros rapides. Plusieurs d'entre eux lui donnent une vocation sportive et la rendent attrayante pour les amateurs de sports nautiques comme le canot, le canot-camping et le kayak. La randonnée pédestre et l'observation de la faune sont aussi des activités recherchées. On peut également y pratiquer la chasse au petit et au gros gibier ainsi que la pêche sportive. En hiver, la surface de l'eau étant complètement gelée et recouverte de neige, des sentiers de motoneige sont aménagés sur la rivière à proximité de Saint-Félicien. Les amateurs de patins à glace peuvent aussi pratiquer leur sport en plein air.

### Attraits

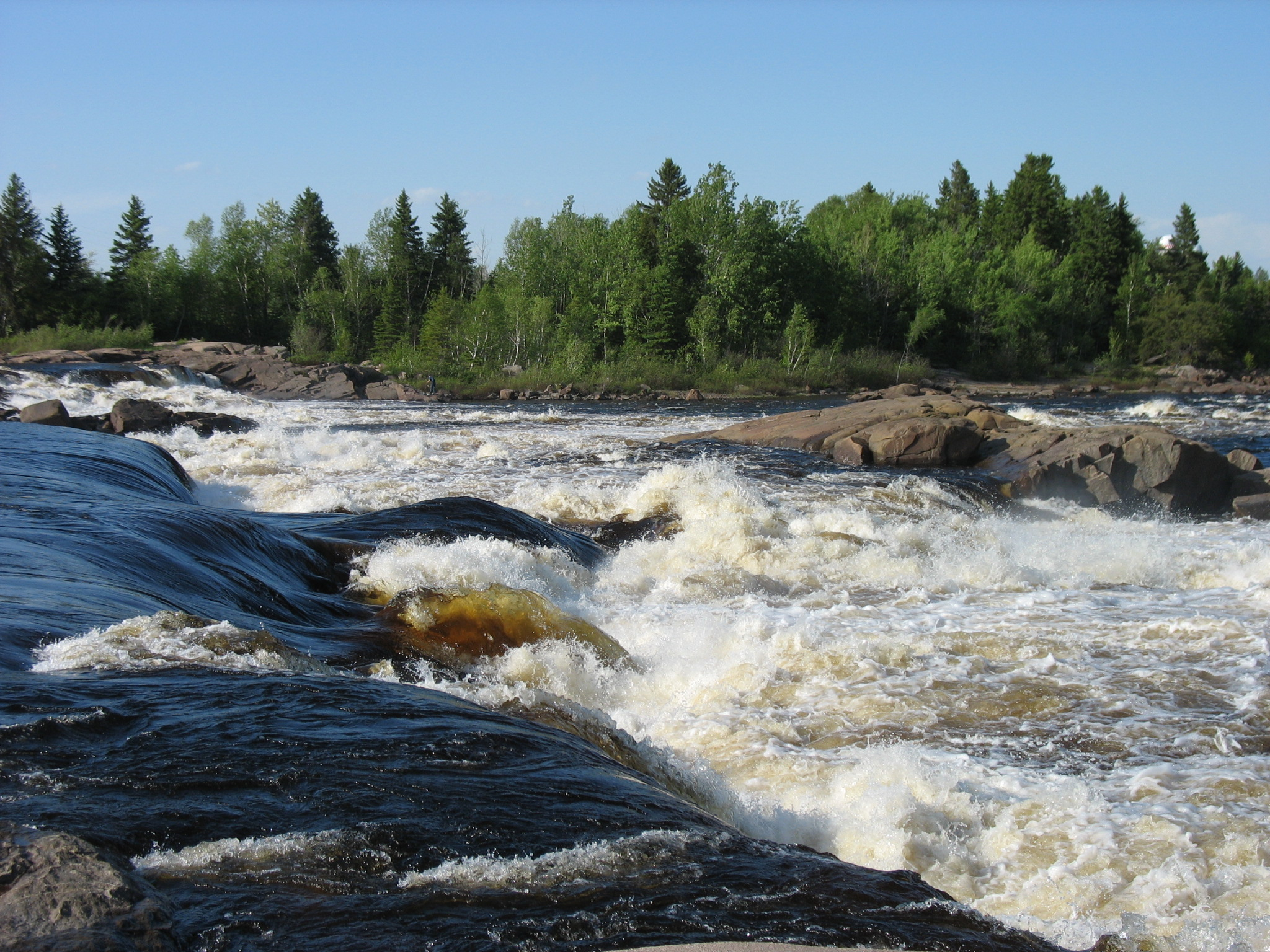
Les chutes à Michel.

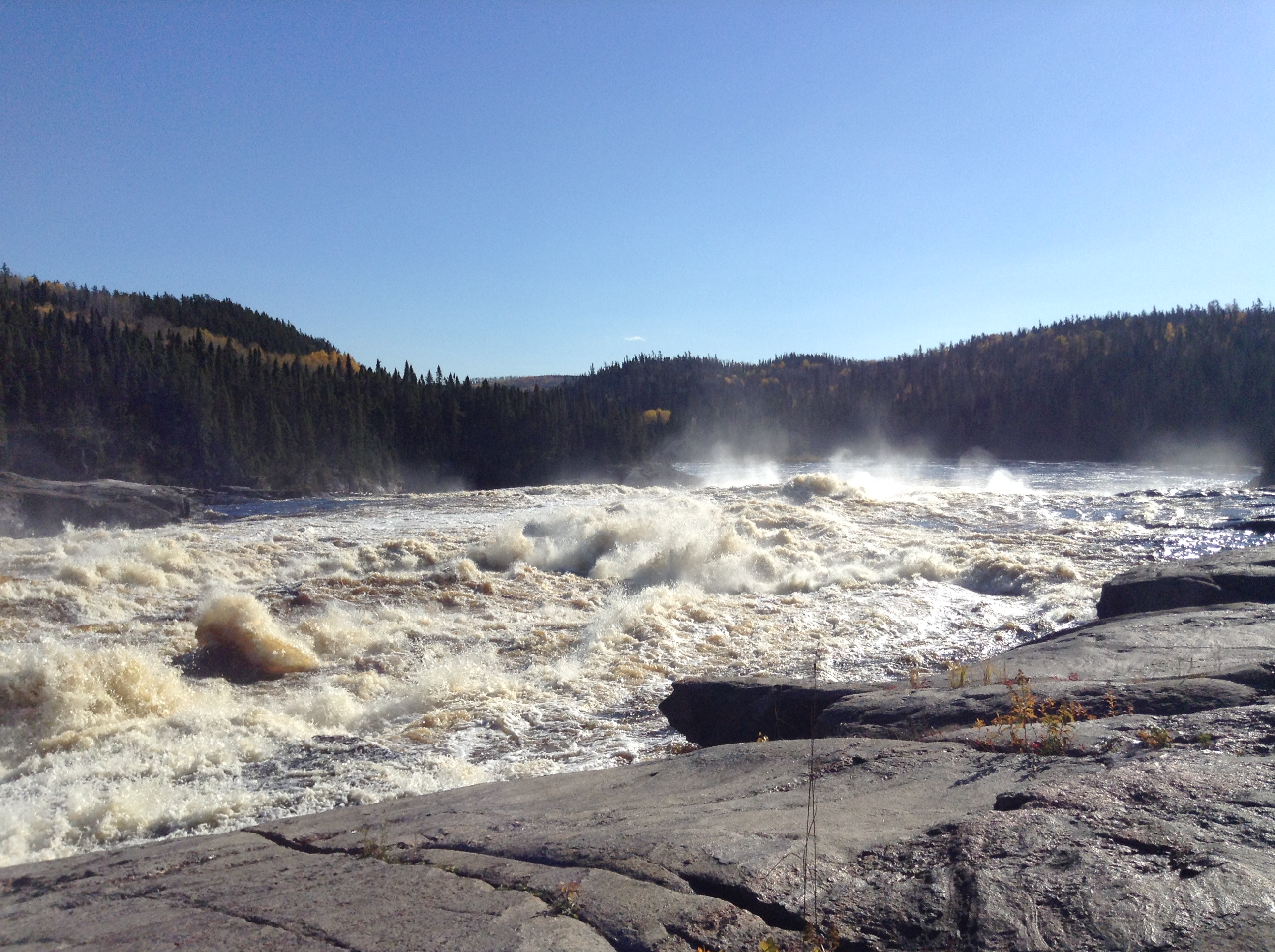
Les chutes Chaudière, situées dans la Réserve faunique Ashuapmushuan.

Les chutes et les rapides constituent les principaux attraits de la rivière. Avec un débit moyen de 298 mètres cubes par seconde, sa largeur, qui peut n'être que de 15 mètres en certains endroits, associée à la descente en altitude, donne lieu à plusieurs chutes et rapides qui atteignent parfois plusieurs centaines de mètres de long.
À proximité de Saint-Félicien (Québec), la population de la ville ainsi que les touristes peuvent s'arrêter observer les chutes à Michel, en bordure de la route 167 qui mène également au Zoo sauvage de Saint-Félicien, lui-même enjambant la rivière aux Saumons, un affluent de la rivière Ashuapmushuan. Entre Saint-Félicien (Québec) et Normandin (Québec) se trouvent les chutes à l'ours, un complexe de puissants rapides où la rivière devient plus étroite. Ce sont les plus imposantes chutes à proximité des villes environnantes.

## Réserve faunique Ashuapmushuan
L'Ashuapmushuan traverse la réserve faunique du même nom. Cette réserve est un territoire géré par la Société des établissements de plein air du Québec (SÉPAQ) permettant aux amateurs de chasse, de pêche sportive et de piégeage de pratiquer leurs sports en veillant au respect des quotas établis en fonction de la capacité de renouvellement des ressources fauniques. La réserve gère aussi les activités de plaisances telles que le canot-camping et la randonnée pédestre. L'exploitation forestière est permise mais strictement contrôlée par le gouvernement du Québec.

### Réserve aquatique de la rivière Ashuapmushuan
La réserve aquatique couvre une superficie de 276,6 km2 dans un corridor de 0,6 à 6 km de largeur sur 126 km de longueur. Après la Mistassini et la Péribonka, la rivière Ashuapmushuan s'avère le plus grand des 45 tributaires du lac Saint-Jean. Cette rivière constitue un habitat privilégié pour la ouananiche et plusieurs autres espèces.
Le bassin hydrographique de cette rivière abrite plusieurs sites archéologiques amérindiens témoignant d'une occupation très ancienne. Toute forme d'exploitation susceptible de dégrader le lit de la rivière, ses rives ou son littoral, est maintenant prohibé, grâce à la création de cette réserve aquatique.